# 暗能量光谱仪
暗能量光谱仪（英語：The Dark Energy Spectroscopic Instrument，縮寫作）是一部用于对遥远星系进行光谱巡天的科学仪器。其核心组件包括安装有5000个光纤定位机器人的焦平面，以及一组由光纤传输信号的光谱仪。该仪器致力于探索宇宙膨胀历史并揭示暗能量的神秘物理机制。 经过升级改造后，该仪器被安装在位在海拔2100米高的基特峰顶的梅奥尔望远镜（Mayall Telescope）上，该观测站坐落于美国亚利桑那州图森市55英里（89公里）外的索诺兰沙漠中。DESI的主要观测工作于2021年5月正式启动。
该仪器由美国劳伦斯伯克利国家实验室负责运行，主要受美国能源部科學辦公室的资助。该仪器的建设资金主要来自美国能源部科学办公室，并由包括美国国家科学基金会、英国科学技术设施委员会、法国替代能源和原子能委员会、墨西哥国家科学技术委员会、西班牙科学和创新部、戈登和贝蒂摩尔基金会、海辛-西蒙斯基金会等全球多家机构共同資助支持。 中国的参与机构包括中国科学院国家天文台，北京大学和清华大学。

## 科学目标

这是为庆祝暗能量光谱仪 (DESI) 一周年数据而作的艺术效果图，展示了DESI将在其五年调查期间构建的更大的3D地图的其中一部分。

所有宇宙学模型均需对宇宙的膨胀历史和大尺度结构作出一定的预测， 而DESI的观测将推动科学家全面探索宇宙学的核心问题 ——包括暗能量、广义相对论替代理论、中微子质量及早期宇宙演化。通过DESI数据构建的物质三维分布图，将以史无前例的覆盖广度（横跨数十亿光年）及亚秒差距级精度，揭示宇宙结构的深层规律。此举不仅有望阐明暗能量的物理机制，还将探索宇宙加速膨胀现象是否源于广义相对论在宇观尺度上的修正。作为人类探索物理定律边界的关键项目，DESI或将破解暗能量与早期宇宙膨胀速率这两个重大物理难题。
DESI将通过测量星系、类星体及星系际介质成团结构中留下的重子声学振荡(BAO)信号，重构宇宙膨胀历史。 BAO技术是一种从物质和星系聚类中提取宇宙学距离信息的稳健方法，基于对百万秒差距级大尺度结构的观测，可精准提取声学峰特征，有效规避系统性误差干扰。 2006年暗能量特别工作组报告将BAO确立为研究暗能量的核心方法之一。  2014年5月，由美国能源部(DOE)和美国国家科学基金会(NSF)委托组建的联邦咨询委员会——高能物理顾问委员会正式批准了DESI项目。 

## 宇宙的三维地图

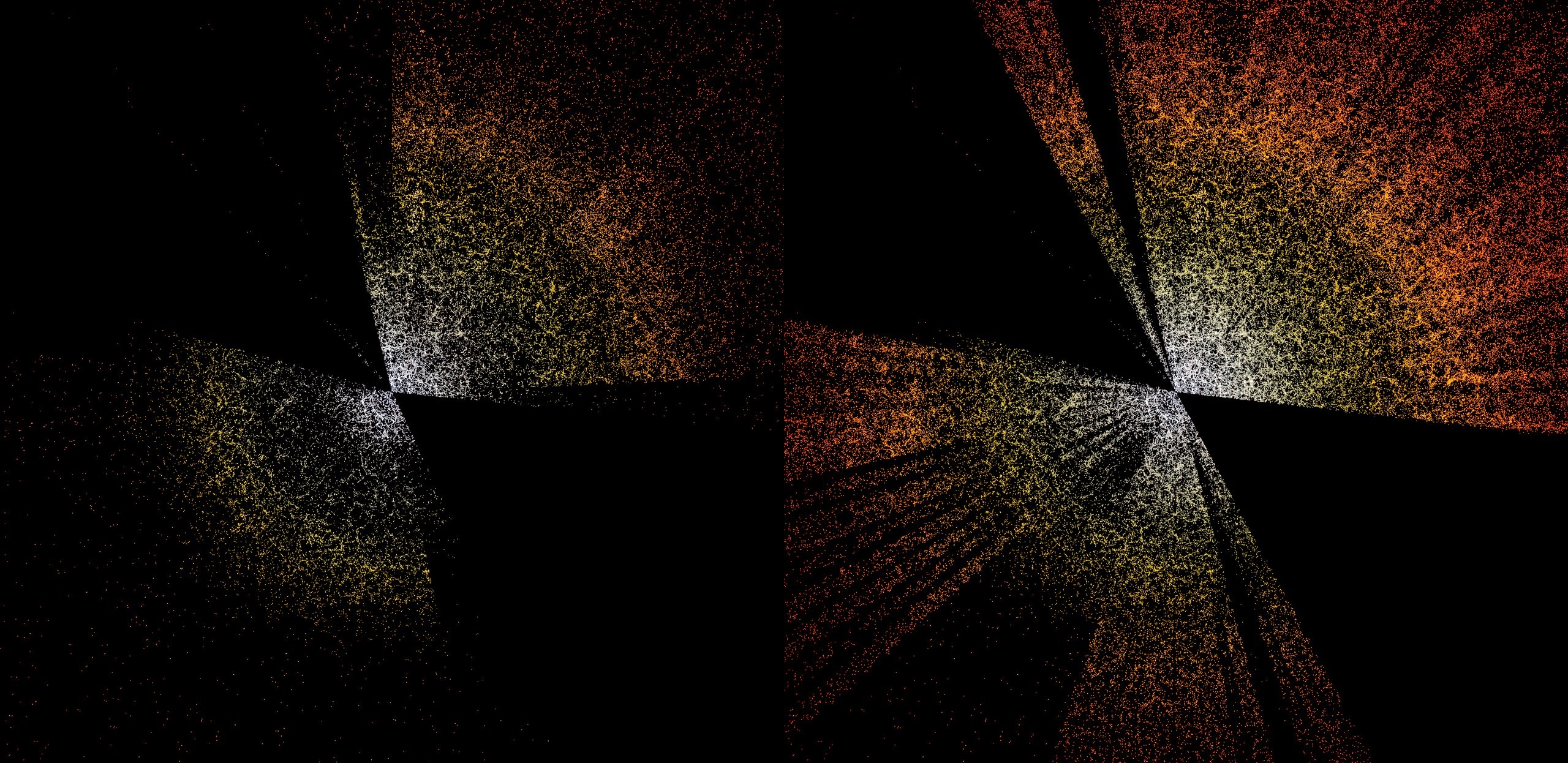
斯隆巡天（左）和DESI巡天（右）的比较。前者包含自2000年至2020年观测的约400万个星系和类星体；后者包含DESI巡天自2021年开始的头7个月中观测的约750万个星系和类星体。DESI巡天预计将于2026年完成，观测天体数量约为3500万个。

重子声学振荡（BAO）方法需要基于大量宇宙学遥远天体的方位角与红移数据来构建遥远星系和类星体的三维分布图。通过获取遥远星系的光谱，科学家得以测定其光谱红移值从而确定距离，由此绘制出宇宙三维地图。这种大尺度宇宙结构的三维地图不仅包含BAO信息，更蕴含更多其他的暗能量线索，同时和中微子质量及主导早期宇宙演化的参数高度相关。自2021年5月15日启动的五年巡天计划中，DESI实验预计将观测3,500万个星系与类星体。 

## 发展
DESI仪器在梅耶尔望远镜上搭载了一套新一代多目标光纤光谱系统。其创新设计的光学校正器设计可提供8.0平方度的超大视场，并集成于总重约10吨的新型焦平面系统上。系统搭载5,000台精密光纤定位机器人，相邻单元间距10.4毫米，支持在望远镜切换观测区域时，于两分钟内完成全系统光纤重定位。该设备覆盖360-980纳米（近紫外至近红外）光谱范围，具备单次曝光获取5,000条光谱的能力。DESI核心子系统包括：
- 大视场校正器及支撑结构
- 集成5,000台光纤定位机器人与10组导星/调焦/对准传感器的焦平面阵列
- 总长40米的光纤束传输系统
- 十台三通道光谱仪
- 仪器控制系统
- 全自动数据处理管线

劳伦斯伯克利国家实验室主导仪器研制工作，并协调由600余名科研人员组成的国际合作团队。该仪器的建设成本包括来自美国能源部科学办公室的5600万美元，以及来自其他非政府机构和个人资助（包括实物捐助）的1900万美元。 DESI目前领导层包括主任Michael E. Levi博士、合作联合发言人Alexie Leauthaud教授和Will Percival教授、项目科学家David J. Schlegel博士和Julien Guy博士、项目经理Patrick Jelinsky博士、仪器科学家Klaus Honscheid教授和Constance Rockosi教授。过去的合作发言人包括丹尼尔·爱森斯坦教授、 Risa Wechsler教授、 Kyle Dawson教授和Nathalie_Palanque-Delabrouille博士。
美国能源部按重大项目管理流程分阶段批准DESI项目：
- 2012年9月18日通过CD-0（任务需求评审）
- 2015年3月19日通过CD-1（方案选择与成本评估）
- 2015年9月17日通过CD-2（性能基准确立）

基于美国国会2015财年《能源与水资源拨款法案》授权，DESI被列为新建重大科学装置。新仪器的建造于2016年6月22日开始，获得了CD-3（开始建造）的批准，于2019年基本完成组装，并于 2020 年3月21日在疫情爆发前完成调试，标志着该项目的正式完工（CD-4）。 DESI的竣工成本低于预算190万美元，并且比计划提前 17个月完工，因此荣获了2020年美国能源部项目管理卓越奖。在因疫情暂停并过渡到远程操作后，DESI于2020年12月重启观测并完成最终验证，2021年5月14日正式进入五年期主体观测阶段。 尽管2022年夏季康特雷拉斯山火威胁基特峰天文台长达三个月，DESI仍保持设备完好并持续获取科学数据。

## DESI遗产成像巡天
为了给DESI巡天提供源星表，三架望远镜——使用博克2.3米望远镜的北京-亚利桑那巡天计划（BASS）、使用布兰科 4 米望远镜的暗能量相机遗产调查（DECaLS）和使用梅亚尔4米望远镜的梅亚尔 z 波段遗产调查（MzLS）——对g、r 和 z 波段的北部和部分南部天空进行了联合巡天观测。上述巡天覆盖面积为14,000平方度（约占全天的三分之一），且避开了银河系。这些巡天观测最终被整合为DESI遗产成像巡天（  Legacy Surveys ）。此次巡天的彩色图像可以在遗产巡天数据库 （页面存档备份，存于）中查看。这项遗留调查覆盖了16,000平方度的夜空，包含16亿个天体目标，包括110亿年前的星系和类星体。

## 历史
2012年12月，DESI项目正式立项，由美国劳伦斯伯克利国家实验室担任总负责单位。该实验室的高级科学家迈克尔·莱维博士被任命为DESI的项目主管，全程领导项目建设。Henry Heetderks（2013-2016年），Robert Besuner（2016-2020年）先后担任项目经理。 经2015年美国国会批准，2016年6月美国能源部科学办公室授权启动实体建设。关键节点包括：2019年4月1日进行新型校正系统首次开光，2019年10月22日进行首次整机开光。该项目于2020年3月完成开光并投入使用，但因2020年疫情期间暂停。 2021年5月14日，DESI正式开始为期5年的核心科学调查阶段。尽管2022年遭遇康特雷拉斯山火威胁，该设备仍保持稳定运行。 

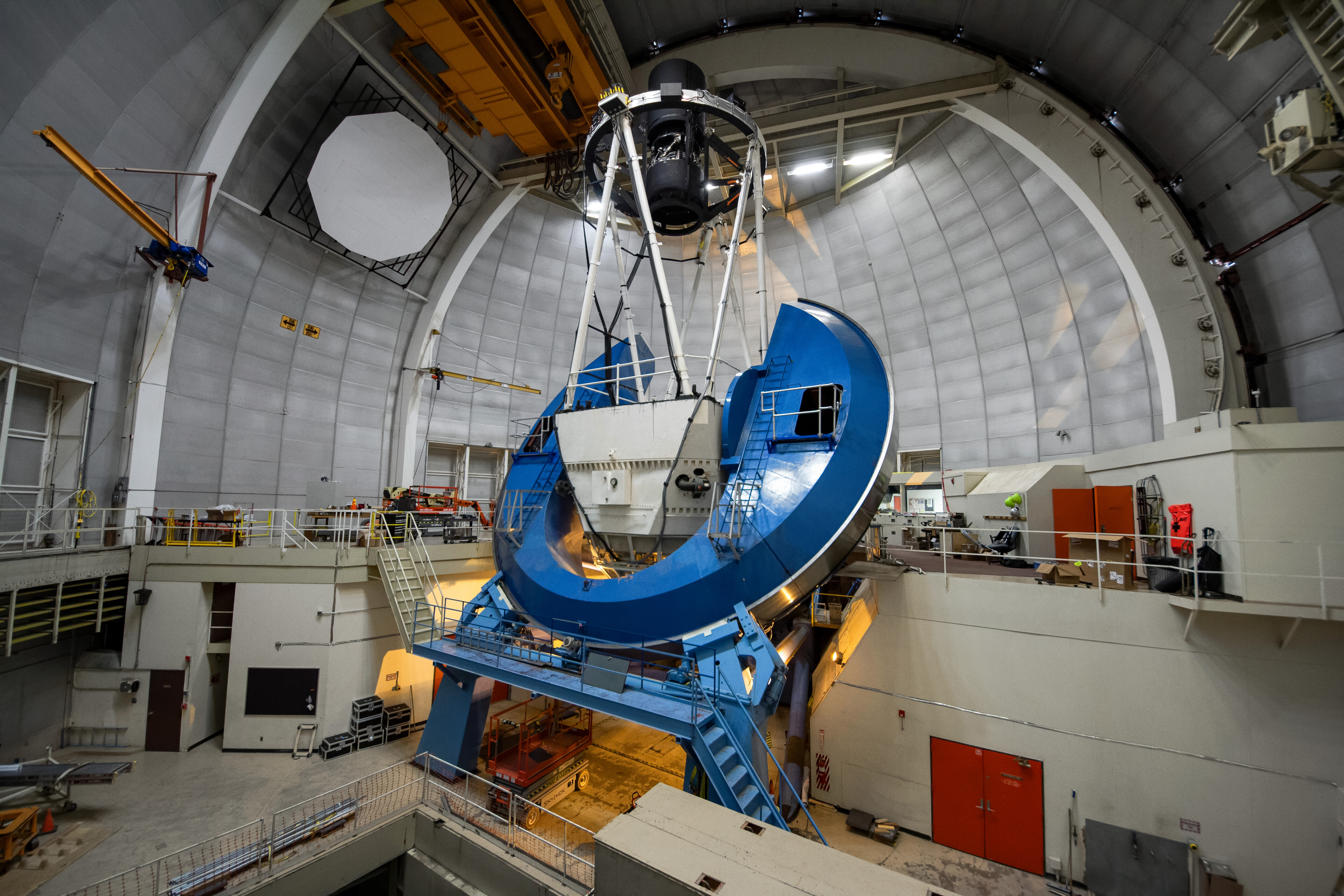
DESI安装在基特峰国家天文台的尼古拉斯·U·梅耶尔4米望远镜上
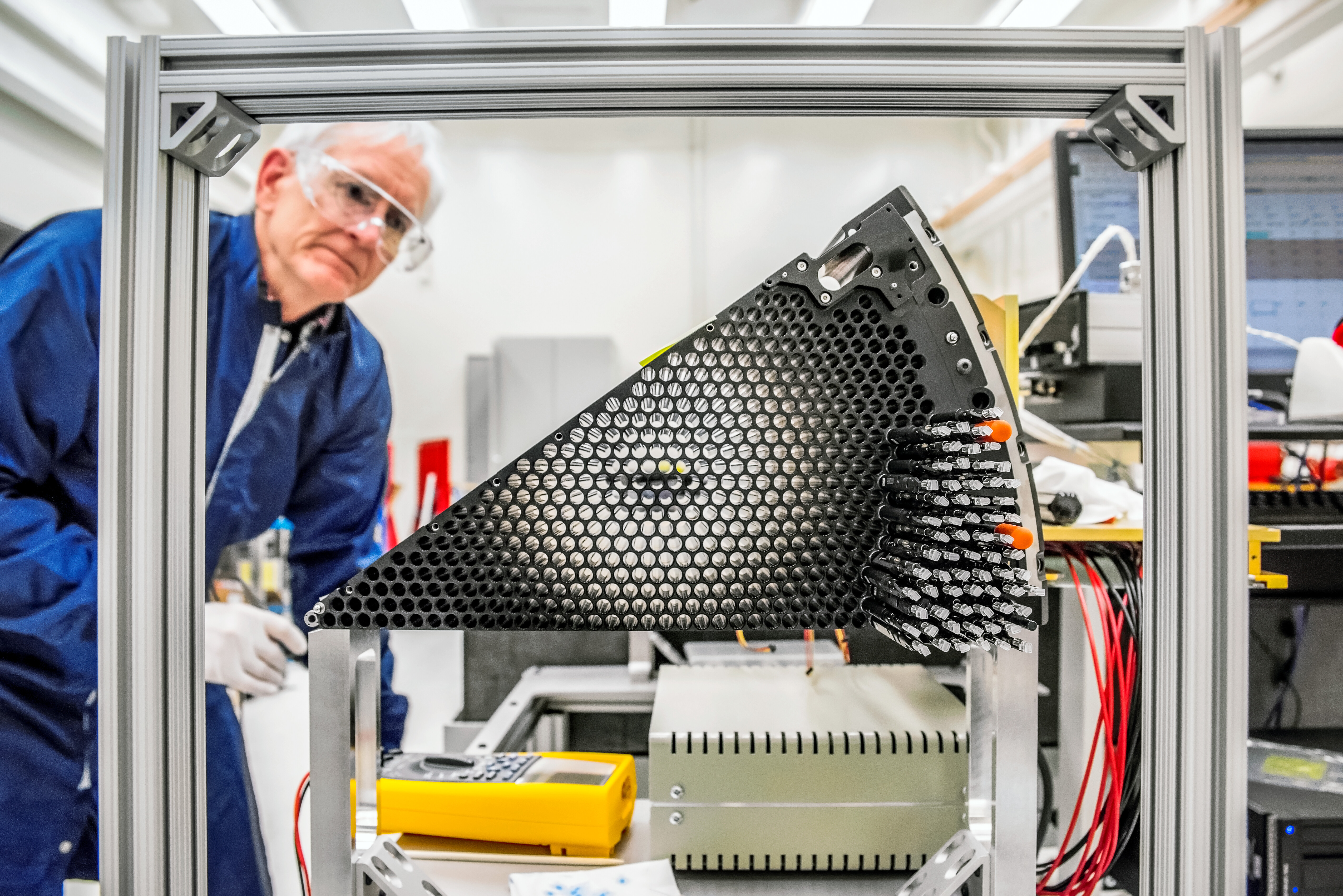
DESI焦平面的一部分
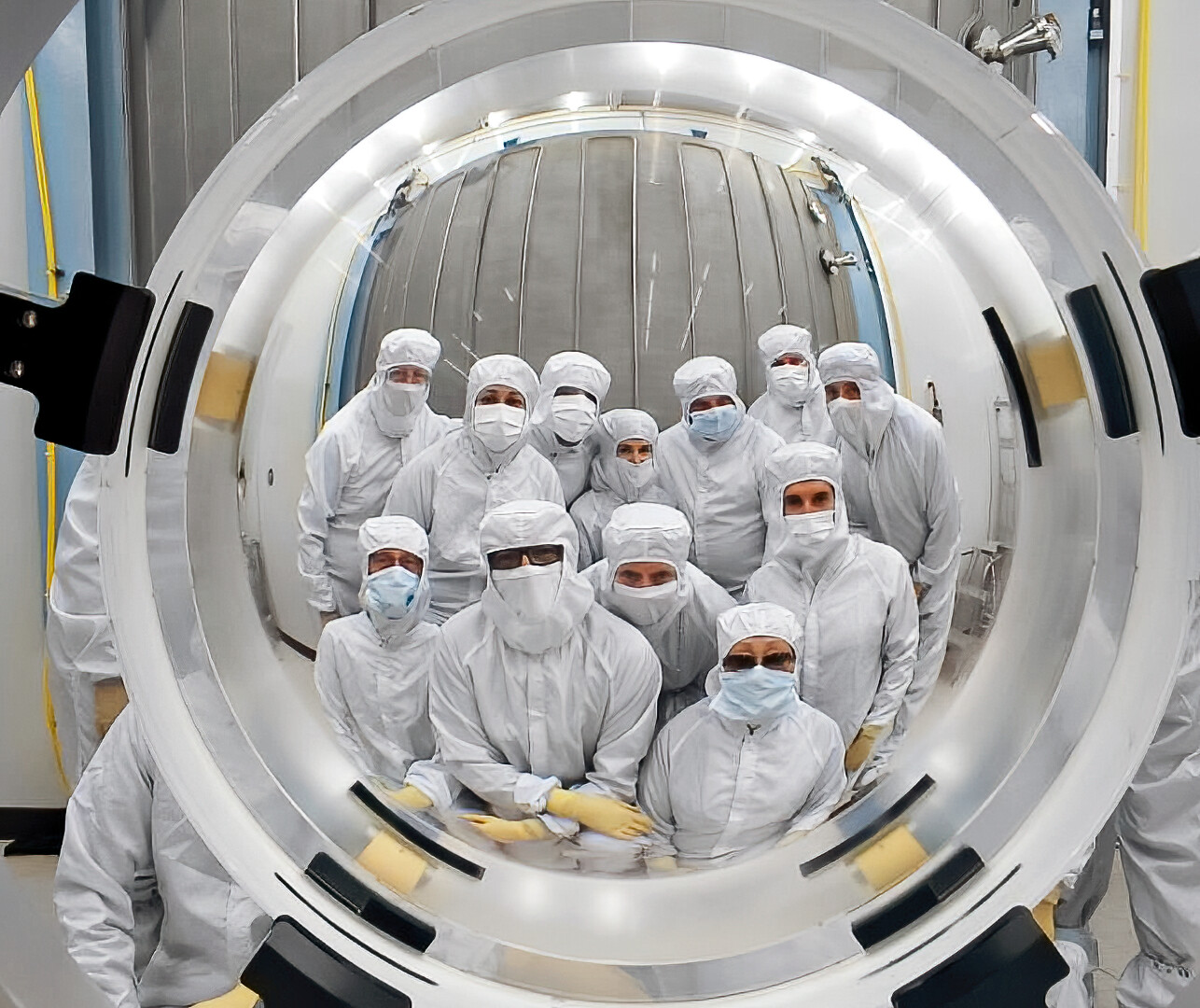
DESI校正器的四个大镜片之一

## 发布数据

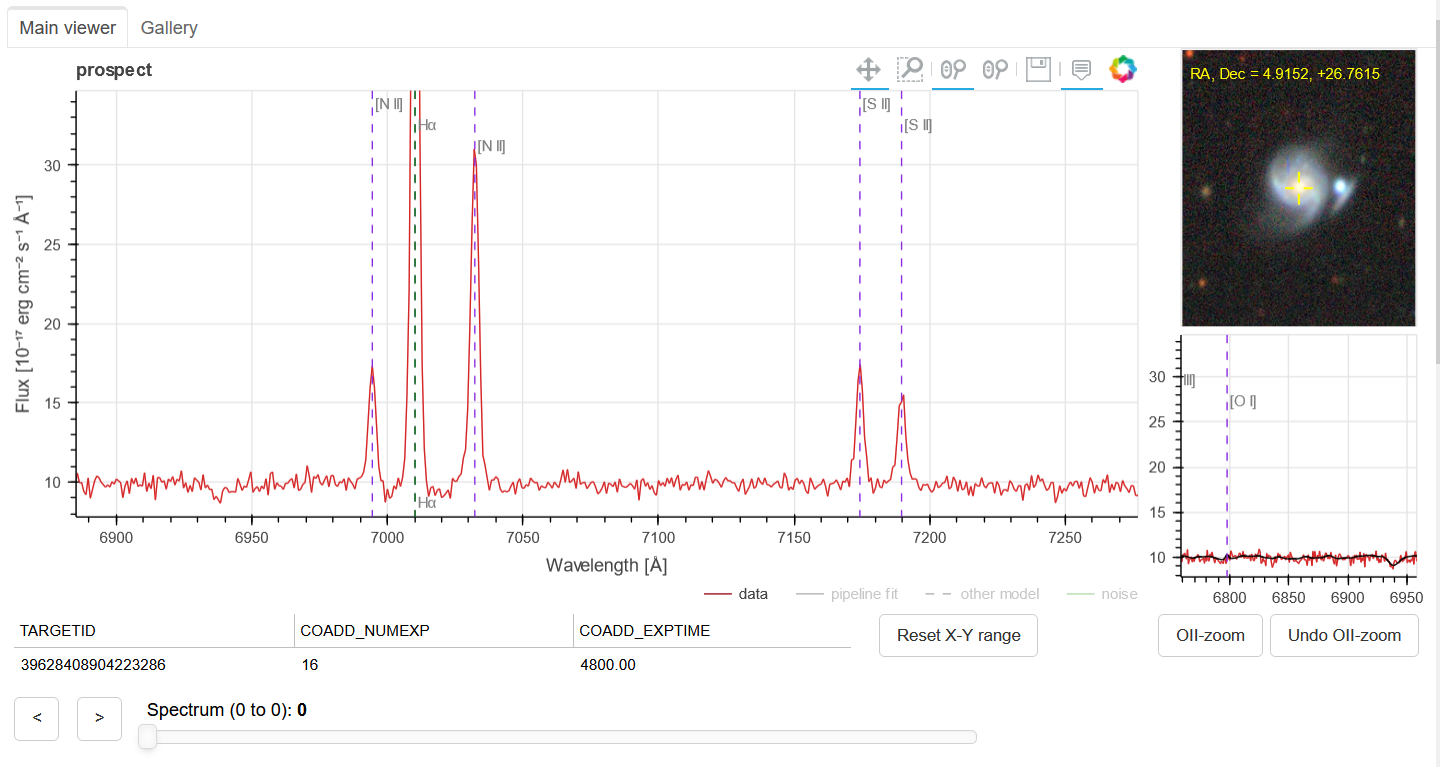
DESI早期数据发布中展示的示例光谱。该图展示了星系LEDA 1787534的光谱。

所有公开数据（包括红移星表、增值星表及文档）均可通过DESI数据门户访问。拥有美国国家能源研究科学计算中心（NERSC）账户的用户可获取DESI全部公开数据。DESI星表同时支持数据库格式查询，为便于使用，公开数据库副本已部署于NOIRLab天文数据实验室科学平台，并可通过光谱分析与可检索星表实验室（SPARCL）进行访问。在线查看DESI光谱的便捷方式之一是使用DESI遗产成像巡天（DESI Legacy Imaging Surveys）的遗产数据查看器。用户需勾选"DESI光谱"选项框，点击带圆圈标记的星系或恒星，即可显示跳转至DESI光谱查看器的链接。在DESI光谱查看器中可对光谱进行详细分析（参见外部链接里的索引|遗产巡天数据库）。

### 早期数据发布
2023年6月13日，DESI进行了早期数据发布 (EDR) 。 EDR包含近两百万个星系、类星体和恒星的光谱。 EDR的一项早期成果于2023年2月公布，描述了仙女座星系内大量恒星向中心移动的情况。EDR还发现了非常遥远的类星体和金属丰度极其低的恒星。  

#### 可能正在演变的暗能量水平
截止2024年，从已观察到的数据来看，目前最大的宇宙三维地图已经绘制完成。根据这些精确的数据，DESI主任迈克尔·列维 (Michael Levi) 表示：
我们还看到了一些可能有趣的（和现有模型间）偏差，这些偏差可能表明暗能量正在随着时间的推移而演变。随着数据的增加，这些偏差可能会消失，也可能不会，所以我们很高兴能很快开始分析我们前三年获得的数据集。 

### 第一次正式数据发布 (DR1)
DESI于2025年3月19日进行了首次正式数据发布，包含1870万个观测对象。这些物体包括大约400万颗恒星、1310万个星系和160万个类星体。海量数据分析显示暗能量有随时间演变的迹象。  若这一结论成立，将标志着近三十年来人类对宇宙认知的首次重大突破。  虽然DESI观测结果本身与ΛCDM模型相符，但结合此前对宇宙微波背景、超新星和弱引力透镜的观测数据，研究发现暗能量密度随着时间的推移而降低。 虽然信号没有达到5个标准差的显著性水平（处于2.8至4.2sigma区间），却昭示着暗能量研究新纪元的开启。 例如，暗能量强度变化的物理机制并未明确，仍需研究。 